# Wolfgang Wesemann
Wolfgang Wesemann (* 30. Oktober 1949 in Elbeu; † 16. Januar 2025 ebenda) war ein deutscher Radrennfahrer und nationaler Meister im Radsport.

## Leben

### Sportliche Laufbahn
Wolfgang Wesemann begann im Jahr 1965 bei der BSG Motor Mitte Magdeburg mit dem Radsport. 1967 wurde er DDR-Jugendmeister im Querfeldein-Rennen, im Mannschaftszeitfahren und im Mehrkampf. Im selben Jahr wechselte er zum ASK Vorwärts Frankfurt an der Oder. Als Erwachsener wurde Wesemann dreimal DDR-Meister, 1972 siegte er bei den im Einzel-Straßenrennen bei den DDR-Straßen-Radmeisterschaften auf dem Sachsenring, 1973 im Mannschaftszeitfahren mit der ASG Vorwärts Leipzig und 1974 mit dem ASK Vorwärts Frankfurt/O. 1971 gewann er die DDR-Rundfahrt, nachdem er 1968 schon den dritten Platz belegt und die Wertung für den besten Nachwuchsfahrer gewonnen hatte. Dreimal von 1971 bis 1973 startete er bei der Internationalen Friedensfahrt, wo er 1972 mit dem 14. Rang seine beste Platzierung erreichte.
1972 startete Wesemann bei den Olympischen Sommerspielen in München und belegte im Straßenrennen den 33. Platz. 1974 holte er einen Etappensieg in der Tour of Scotland. Er wurde im Februar 1975 auf der Bahn der Werner-Seelenbinder-Halle in Ost-Berlin von seiner leistungssportlichen Laufbahn verabschiedet und mit der Goldenen Ehrennadel des Radsportverbandes der DDR ausgezeichnet.

### Berufliches und Familiäres
Wesemann absolvierte eine Ausbildung zum Elektromonteur.
Er hatte einen Sohn, den ehemaligen Radrennfahrer Steffen Wesemann.
Wolfgang Wesemann, der in seinem Geburtsort Elbeu wohnte, starb am 16. Januar 2025 nach langer, schwerer Krankheit im Alter von 75 Jahren.